# Jacques Baril (écrivain)
Pour les articles homonymes, voir Jacques Baril, Baril et Baril (homonymie).
Jacques Baril (né Jacques-Camille-Marcel Baril le 15 janvier 1924 à Saint-Germain-de-Marencennes et mort le 23 juin 1984 à Ivry-sur-Seine) est un historien de la danse et écrivain français.
Il a été professeur d'histoire de la danse, de sociologie et de droit des artistes à l'École supérieure d'études chorégraphiques.

## Publications
- Dictionnaire de danse, Paris, éditions du Seuil, 1964.
- Janine Charrat, la tentation de l'impossible, Paris, M. Brient, 1964.
- « La Danse, art éternel », La Revue française n° 276, Paris, octobre 1974.
- La Danse moderne : d'Isadora Duncan à Twyla Tharp, Paris, Vigot, 1977.